# Rainer Wiegard
Rainer Wiegard, né le 10 juillet 1949 à Hambourg, est un homme politique allemand membre de l'Union chrétienne-démocrate d'Allemagne (CDU).
Cadre du syndicat DGA pendant vingt-cinq ans, il est élu député au Landtag du Schleswig-Holstein en 2000, puis nommé cinq ans plus tard ministre régional des Finances dans la grande coalition de Peter Harry Carstensen. Il est reconduit en 2009 dans le cadre d'une coalition noire-jaune.

## Éléments personnels

### Formation et carrière
Il obtient en 1966 son certificat général de l'enseignement secondaire à Bargteheide, puis effectue pendant les trois ans qui suivent un apprentissage de cadre industriel à Bad Oldesloe. En 1969, il intègre la Bundeswehr afin d'y accomplir son service militaire de deux ans. Il en sort en 1971 et commence à travailler en tant que consultant sur les questions d'organisation.
Il devient membre du comité directeur fédéral du syndicat des travailleurs salariés allemands (DGA), basé à Hambourg, en 1975, prenant aussitôt la tête du département des finances et de la vérification. À ce titre, il occupe un poste d'adjoint au secrétaire chargé de l'organisation, des relations publiques et des finances du DGA. Il renonce à ces fonctions en 2000.

### Vie privée
Il est marié, père de quatre enfants et de confession protestante. 

## Carrière politique

### Parcours militant
Membre de l'Union chrétienne-démocrate d'Allemagne (CDU) depuis 1975, il prend deux ans plus tard la présidence du parti dans la ville de Bargteheide, qu'il occupe jusqu'en 1986, et entre en 1978 au comité directeur de la fédération de l'arrondissement de Stormarn. En 1996, il en est élu président, puis président d'honneur à compter de 2006.

### Activité institutionnelle
Il est élu en 1982 à l'assemblée de l'arrondissement de Stormarn, mais en sort quatre ans plus tard, étant alors élu membre du conseil municipal de Bargteheide, où il prend aussitôt la présidence du groupe CDU. Il y renonce à la fin de son mandat, en 1996. En 2000, il est élu député au Landtag du Schleswig-Holstein, où il devient en 2001 porte-parole pour les finances du groupe des députés chrétiens-démocrates.
Rainer Wiegard est nommé ministre régional des Finances du Land du Schleswig-Holstein le 27 avril 2005, dans la grande coalition dirigée par le nouveau Ministre-président chrétien-démocrate Peter Harry Carstensen. Il est reconduit le 27 octobre 2009, à la suite des élections régionales anticipées du 27 septembre ayant abouti à la formation d'une coalition noire-jaune.
Il quitte le gouvernement le 12 juin 2012, après le retour au pouvoir des sociaux-démocrates.